# لنیارو
لنیارو (به ایتالیایی: Legnaro) یک کومونه در ایتالیا است که در استان پادووا واقع شده‌است.

## خصوصیات
لنیارو ۱۴٫۹ کیلومترمربع مساحت و ۸٬۵۹۴ نفر جمعیت دارد.